# Walther Mayer
Walter Mayer (Graz, 11 de março de 1887 — Princeton, 10 de setembro de 1948) foi um matemático austríaco.
Mayer, de família judaica, estudou no Instituto Federal de Tecnologia de Zurique e na Universidade de Paris, obtendo um doutorado em 1912 na Universidade de Viena. Após servir na Primeira Guerra Mundial, foi Privatdozent na Universidade de Viena. É conhecido em topologia pela sequência de Mayer–Vietoris, e também trabalhou com geometria diferencial, publicando o livro-texto "Duschek-Mayer on Differential Geometry", em parceria com Adalbert Duschek. Em 1929 tornou-se assistente de Albert Einstein.
De 1931 a 1936 colaborou com Albert Einstein na teoria da relatividade. Em 1933, após Adolf Hitler assumir o governo na Alemanha, seguiu para os Estados Unidos com Einstein, tornando-se professor associado de matemática do Instituto de Estudos Avançados de Princeton. Morreu em 1948.